# Júpiter y Danae
Júpiter y Danae es una zarzuela  basada en el mito griego de Danae del compositor Antonio de Literes. La zarzuela fue un género lírico surgido en España durante el Barroco (no confundirla con el género del mismo nombre aparecido en el siglo XIX); en ella se alternaban fragmentos cantados y declamados. Sus argumentos solían basarse en mitos grecorromanos. Literes fue un instrumentista y compositor, relacionado con la Real Capilla, que trabajó en los años finales del siglo XVII y primeros del XVIII. De su inspiración surgieron obras como Júpiter y Danae, considerada su primera zarzuela, o la más famosa Acis y Galatea.
La partitura manuscrita se conserva en la Biblioteca Nacional de España. En ella figuran fragmentos en recitativo, dúos, tercetos y coros, del que destaca el último, un canto de glorificación a los reyes de España en aquellos momentos. En cuanto al autor del libreto, su nombre nos es desconocido hasta el momento. La obra se estructura en tres jornadas más un baile. 
De esta obra se ha realizado una grabación en 1999. Publicada por el sello Blau CD 190, contiene la versión de la Capella de Ministrers bajo la dirección de Carles Magraner. En los principales papeles cantaron el barítono Carlos López-Galarza (Júpiter) y la soprano Olga Pitarch (Danae). Los textos que acompañan a la grabación, de alta valor musicológico, fueron redactados por José Máximo Leza.

## Personajes
| Júpiter - Contratenor (barítono en versiones actuales) |
| Danae - Soprano                                        |
| Cupido - Soprano                                       |

## Historia
La zarzuela de tal título, de la que se desconoce el nombre del autor del libreto, se basa en el mito de Danae. Acrisio, rey de Argos y padre de Danae, consultó el oráculo para saber si tendría herederos varones. El oráculo predijo que sería asesinado por el hijo de Danae, por lo que encierra a su hija en una celda. Zeus, enamorado de la joven, cae sobre la torre en forma de lluvia dorada dejando embarazada a Danae. 
Se estructura en tres jornadas (unidad que equivale a un acto), lo cual la convierte en un ejemplo de mayor tamaño de lo habitual en este tipo de obras. Entre sus números encontramos recitativos (parte en la que se desarrolla la acción), dúos entre Júpiter y Danae; tercetos con la intervención de Cupido; coplas estróficas para solistas y algunos coros, entre los que destacan el inicial (a cuatro voces) y el coro del último número recogido en la zarzuela donde se hace una alabanza a los reyes de España, Carlos II y Mariana de Neoburgo, los cuales gobernaban en aquel momento. Esto muestra la relación del género de la zarzuela con la realeza y aristocracia, principales destinatarios, al tiempo que es un artificio del compositor para proteger su carrera.  La partitura se cierra con música de baile dividida en tres secciones, la última puramente instrumental. 
La plantilla orquestal está distribuida en violines, violas de arco, bajo continuo y flautas, estas en momentos puntales, como cuando Danae canta sobre un pájaro y el compositor quiere imitar el sonido del ave.
Se conserva una partitura manuscrita en la Biblioteca Nacional de España. Está fechada aproximadamente en 1700; recoge las tres jornadas que conforman la zarzuela y el baile